# Raymond Moley
Raymond Moley  (27 septembre 1886 – 18 février 1975) était une personnalité américaine du New Deal. Né à Berea (Ohio), il fit ses études à l'Oberlin College puis à l'université Columbia de New York. Il enseigna dans l'Ohio à partir de 1914. En 1916, il enseigna les sciences politiques à la Western Reserve University, puis, à partir de 1919 fut directeur de la fondation Cleveland. Il entra comme professeur au Barnard College en 1923. Il soutint la candidature de Franklin Roosevelt au poste de gouverneur de l'État de New York et recruta des enseignants de l'université Columbia pour former le Brain Trust chargé de conseiller Roosevelt pendant la campagne présidentielle de 1932. Il rompit avec Roosevelt au milieu de 1933 et devint républicain. Il critiqua le New Deal dans les colonnes du Newsweek magazine.